# Familia Girado
Girado es una familia de la burguesía terrateniente argentina de la Pampa húmeda.
Si bien el primer integrante fielmente documentado en el Río de la Plata -Ana Rosalía Girado, bautizada en 1744 en la Magdalena, hija de Francisco Girado- data de mediados del siglo XVIII algunos autores remontan la presencia de esta familia en suelo americano hacia la primera mitad del siglo XVII, con don José Antonio de Girado y Láinez, designado el 14 de abril de 1640 adelantado mayor de la Real Cancillería de Buenos Aires.

## Historia
El origen mismo de la familia es controvertido. Mientras que López Osornio establece un claro origen peninsular, ya Riobó señala la diversidad de formas en las que ha hallado escrito el apellido en las diferentes fuentes documentales, particularmente actas de matrimonio y de bautismo: Girado, Girao, Jirado, Pirao, Tirao, Tirado, Quirao, Tinao. Esta diversidad podría no necesariamente deberse a la ignorancia del escriba, sino a una ausencia de fijación de un término quizás no castellano. Mientras que Riobó caracteriza al fortinero Juan Gregorio Girado de "severo español" y "oficial del cuerpo de blandengues", más desenfadadamente, 63 años más tarde y ya liberados de prejuicios anteriores, Casalins y Jaime Crespo lo caracterizan como el "lenguaraz" del fortín San Juan Bautista, abriendo la alternativa de encontrarnos frente a un linaje criollo de origen indígena.
Gammalsson consigna un Antonio Tirado y un Antonio Cortés vinculados con la familia López Camelo, en la cual Diego López Camelo fue el más rico hacendado de su tiempo al sur de la ciudad de Buenos Aires, o sea en el pago de la Magdalena. Llama la atención la diversidad de lugares en los que han sido bautizados los hijos de Francisco Girado, la Magdalena, San Nicolás, Quilmes, nuevamente la Magdalena, Ensenada, y notablemente nunca en la ciudad de Buenos Aires, lo que nos sindica a un personaje itinerante y rural, quizás un gaucho. El acta de matrimonio de Francisco Girado en el curato de las Islas, en 1750, expresa que se trata de un español, y aunque no especifica si criollo o peninsular debe suponerse que se trata de un caucásico, o medianamente mestizo, como lo eran por entonces la mayoría de los habitantes de la ciudad. 
A diferencia de otras familias que integraron la burguesía terrateniente argentina no le cuadra bien el carácter de burgués, pues no comparte el origen urbano ni su fortuna fue labrada en el comercio, sino que se trata de una familia de arraigo eminentemente rural, en los pagos de La Magdalena. Asimismo es notable que mientras esa burguesía se constituyó mayoritariamente con familias de origen vasco o gallego llegadas en una oleada posterior a la de los conquistadores -andaluces, castellanos y extremeños-, este apellido es de origen andaluz de lo cual puede inferirse que, cualquiera fuese el origen de su fundador, descendiente de un hidalgo funcionario peninsular, de indígenas americanos, de raíz hebrea -por su vínculo con López Camelo- se trata de una familia forjada en el primitivo orden social devenido de la Conquista, y del ámbito eminentemente rural; sólo el acta de matrimonio de los padres de Eusebia Saldaña se registran en la iglesia de San Telmo en la ciudad de Buenos Aires. Sin embargo Alberto Bravo de Zamora señala que la Casa de Ejercicios fundada por María Antonia de Paz y Figueroa fue construida sobre tres lotes que le fueron donados el 27 de noviembre de 1788 el primero, por Antonio Alberti y Juana Agustina Marín, padres del sacerdote Manuel Alberti, integrante de la Primera Junta; pocos días después dona el segundo lote don Pedro Pavón y Benedicta Ortega; y el 10 de diciembre don Alfonso Rodríguez y doña Francisca Jirado (sic) donan la tercera parcela.
Consecuentemente el entronque con las familias de los vecinos se produce reiteradamente en las sucesivas generaciones. En la siguiente, documentadamente, Eugenio casa con una señora Cabrera y Juan Gregorio con Hilaria Ábalos de Mendoza y Rivera, todos apellidos de la Conquista, aunque la filiación de estas señoras no se conoce más allá de sus padres. En la siguiente, Juan Elías Girado y Ábalos casará con Eusebia Saldaña y Sayas; sus padres fueron Santiago Saldaña, militar español, segundo marqués de San Antonio y Saldaña, y María Felipa de Sayas. Sayas es el único apellido de los primeros pobladores de Buenos Aires que se repite en las actas capitulares de mayo de 1810. Por último, Gregoria Girado y Saldaña contrae nupcias con el santafesino Lucio Seguí, cuya genealogía es muy conocida y entronca con capitanes de la conquista, como Domingo Martínez de Irala y Hernán Mejía de Mirabal, y primeros vecinos de las ciudades de Santiago del Estero, Córdoba, Asunción, Santa Fe y Buenos Aires, aunque en este caso sí se hace presente la nueva oleada inmigratoria del norte de España, pues los Seguí provienen de Menorca, en Baleares, y en Santa Fe emparentaron con los vasco-navarros Lassaga, Amenábar y Echagüe. Finalmente los matrimonios de Girado con Pereda, de origen gallego, y de Seguí-Girado con Cucullu, de origen vasco, incorporan decididamente la familia a la nueva sociedad terrateniente rioplatense. 
Tratándose de una familia del medio rural no es de extrañar que fuese partidaria del gobierno de Juan Manuel de Rosas. Segundo Girado era sargento mayor del regimiento de milicias N.º 6 al tiempo de producirse la Revolución de los Libres del Sur. Ello no fue impedimento para el ya citado matrimonio de una Girado con un Seguí, fervientes partidarios de Justo José de Urquiza.
La primera estancia documentada de esta familia se encuentra en Chascomús, frente a la ciudad laguna de por medio, denominada La Alameda, a 35°37′08″S 58°01′49″O / -35.61889, -58.03028, un auténtico núcleo poblacional, quizás el primero al oriente de la cordillera de los Andes, al sur del paralelo de 35°S que limitaba la antigua gobernación del Río de la Plata, excediéndose de los pagos concedidos a los primeros vecinos de Buenos Aires, y proyectando hacia el Desierto los pagos de La Magdalena. Esta estancia fue relevada fotograficamente en un estudio de las estancias argentinas construidas entre 1750 y 1860.
En 1831 Juan Elías Girado obtiene la enfiteusis de las 37.500 hectáreas en las que poblará la estancia San Juan, en Ayacucho con anterioridad a la fundación del pueblo mismo. La ubicación del casco, hoy demolido, es 37°20′01″S 58°12′04″O / -37.33361, -58.20111. La propiedad efectiva la obtendrá conforme la Ley del 10 de mayo de 1836. Allí vivieron Gregoria Girado -quien heredó de su padre esta propiedad- y su marido Lucio Seguí, hijo del doctor Juan Francisco Seguí. Por su parte, los dos hermanos de Gregoria, Federico y Ceferino, heredaron La Alameda (en Chascomús), San Federico (en Tandil), y Camarones (en Pila). Una hija de Ceferino Girado, María Justina, contraerá matrimonio con el doctor Celedonio Pereda; serán los propietarios del palacio Pereda, hoy residencia del embajador del Brasil en Buenos Aires. Margarita Seguí Girado contraerá matrimonio con Antonio Tomás Cucullu, quien poseía campos en San Andrés de Giles.
El grupo familiar Girado (con sus descendientes Pereda, Seguí, Cucullu) fue uno de los diez grupos familiares criollos de la denominada oligarquía tradicional conservadora que hacia 1923 poseían estancias en la Provincia de Buenos Aires cuyas superficies sumadas excedían las cien mil hectáreas de campo y uno de los cuatro -junto a Pereyra, Álzaga y Anchorena- que contaban entre los mayores diez propietarios desde un siglo atrás. Celedonio Vicente Pereda Ayarragaray, nieto de María Justina Girado, fue presidente de la Sociedad Rural Argentina en el período 1972/78.